# José Vianna da Motta

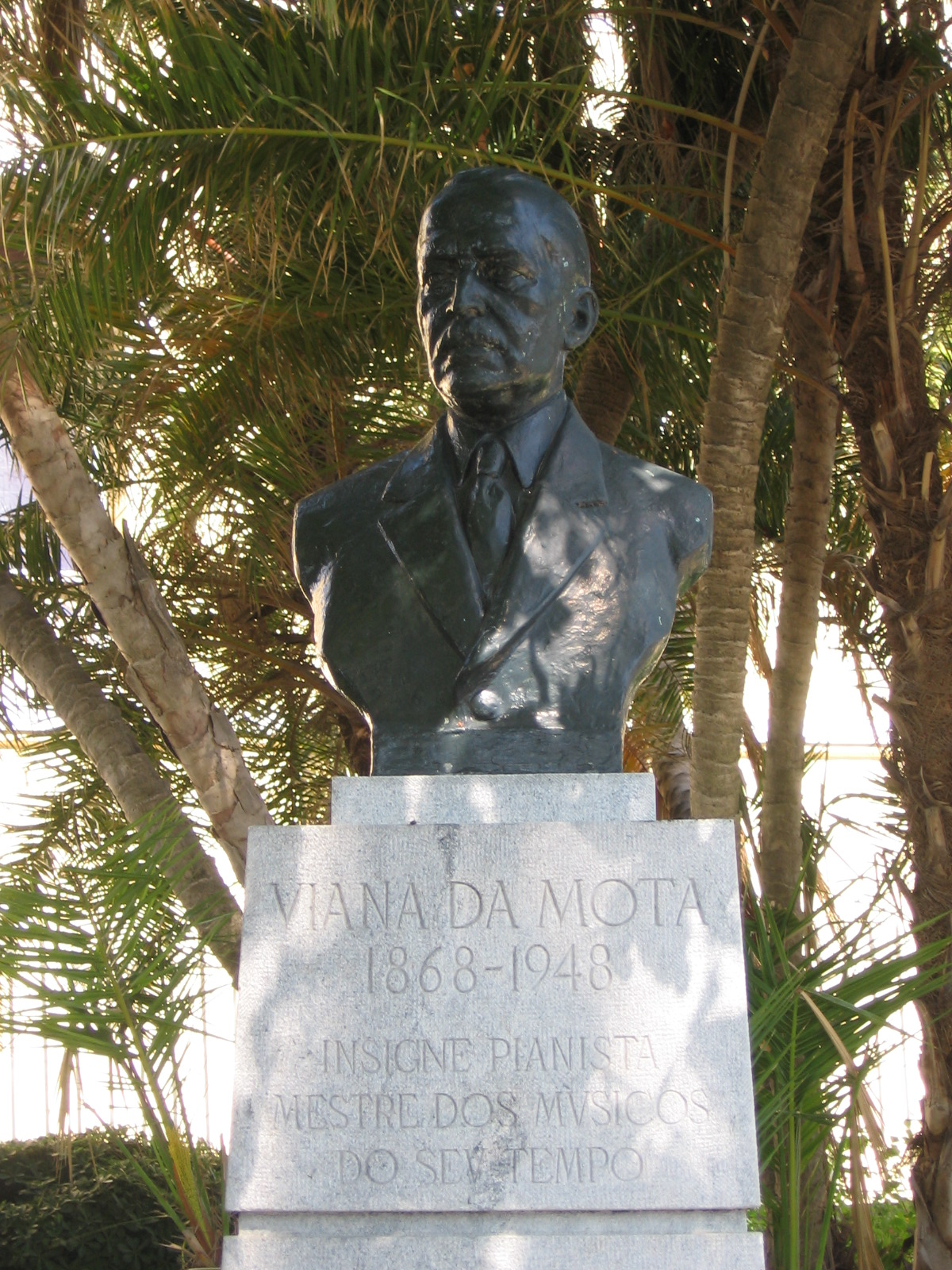
Popiersie José Vianna da Motta w Lizbonie

José Vianna da Motta (ur. 22 kwietnia 1868 na Wyspie Świętego Tomasza, zm. 1 czerwca 1948 w Lizbonie) – portugalski pianista, kompozytor, pedagog, pyublicysta i krytyk muzyczny.

## Życiorys
Studiował w konserwatorium w Lizbonie dzięki wsparciu finansowemu ówczesnego króla Portugalii Ferdynanda II i hrabianki (condessa) de Edla. W 1882 wyjechał do Berlina, gdzie przez trzy lata kontynuował naukę gry na fortepianie u Xavera Scharwenki oraz kompozycji u Philippa Scharwenki. W 1885 przeniósł się do Weimaru, gdzie został uczniem Ferenca Liszta, a w 1887 Hansa von Bülowa we Frankfucie nad Menem.
W latach 1915–1917 był dyrektorem Conservatoire de musique de Genève, a od 1919 do 1938 dyrektorem konserwatorium w Lizbonie. W 1920 roku odznaczony został Orderem Świętego Jakuba od Miecza w stopniu Wielkiego Oficera, a w 1938 roku jego Krzyżem Wielkim, ponadto Wielki Oficer Orderu Chrystusa (1930).
Był autorem niezliczonych artykułów w języku niemieckim, francuskim i portugalskim. Napisał Studien bei Bülow (1896),  Betrachtungen über Franz Liszt (biografia F. Liszta, 1898), Die Entwicklung des Klavierkonzem (jako przewodnik koncertowy  Ferruccia Busoniego), eseje o Charles-Valentinie Alkanie, artykuły krytyczne w „Kunstwart”, „Klavierlehrer”, „Bayreuther Blätter” itp.

## Kariera artystyczna
Jako pianista odbył liczne tournée po Europie (1887–1888), USA (1892–1893, 1899) i Ameryce Południowej (1902). W 1889 akompaniował sopranistce Marcelinie Sembrich-Kochańskiej podczas jej występów w Warszawie (30 listopada) i Łodzi (4 grudnia). Uchodził za wybitnego interpretatora Johanna Sebastiana Bacha, Ludwiga van Beethovena i Ferenca Liszta .
Jako kompozytor odegrał zasadniczą rolę w procesie wprowadzania w Portugalii post-beethovenowskiej formy symfonicznej. Jako pierwszy wykorzystywał elementy portugalskiego folkloru w muzyce poważnej. Pisał utwory orkiestrowe, chóralne, fortepianowe i kameralne. Do najbardziej znanych jego kompozycji zalicza się Invocação do poema de Luis de Camões Os Lusiadas na chór i orkiestrę, symfonię A Patria, koncert fortepianowy i kwartet smyczkowy .